# Ediciones Cliper
Edicions Clíper va ser una editorial ubicada a Barcelona i amb distribució a Llatinoamèrica, que durant les dècades dels 40 i 50 del passat segle, es va dedicar a la producció d'àlbums de cromos, còmics i literatura popular, especialment novel·les de l'oest. El seu editor va ser Germán Plaza.

## Trajectòria
Germán Plaza, que havia estat distribuïdor, va publicar entre 1943 i 1949 la seva primera col·lecció: "Novelas del Oeste". En aquesta col·lecció, va aparèixer al setembre de 1944 la primera novel·la d'El Coyote de José Mallorquí, a la qual en varen seguir gairebé dues-centes més. Els seus primers àlbums de cromos estaven dedicats a pel·lícules de Hollywood.
El 1947, va llançar també la revista "El Coyote", que incloïa, entre moltes altres sèries d'historieta, una adaptació d'aquest personatge amb guions del propi Mallorquí i dibuixos del portadista i il·lustrador Francisco Batet. També llançava un altres dos reeixits còmics: "Nicolas" (1948), de caràcter còmic i "Florita" (1949), dirigit a nenes.
Clíper també posseïa altres col·leccions dedicades a l'oest: Mac Larry, Policía Montada.
En 1953 va finalitzar la sèrie del Coyote, després d'intentar rellançar-la amb el nom de «Nou Coyote», així com el còmic homònim. Va comprar, no obstant això, els drets de les revistes "Yumbo" (1952), que aconseguiria els 339 números, "Aventurero" (1953) i "Pinocho" (1957).
El 1959 Edicions Cliper es va fusionar amb José Janés Editor, donant lloc a Plaza & Janés. Algunes de les seves capçaleres més reeixides, com "Florita" i "Yumbo" van ser continuades per Hispano Americana de Ediciones.

## Valoració
Edicions Cliper va ser una de les editorials de còmics més importants dels anys cinquanta, al costat de Bruguera, Hispà Americana i Toray. Crítics com Enrique Martínez Peñaranda han lloat la dignitat i qualitat dels seus productes.

## Col·leccions de còmics
| Títol               | Any  | Guionista   | Dibuixant         | Exemplars | Tipus     | Mida  | Periodicitat | Preu facial en pessetes | Comentari                        |
| ------------------- | ---- | ----------- | ----------------- | --------- | --------- | ----- | ------------ | ----------------------- | -------------------------------- |
| El Coyote           | 1947 | Varis       | Varis             | 189       | Revista   | 27x18 |              | 1'50                    |                                  |
| Nicolás             | 1948 | Varis       | Varis             | 239       | Revista   | 26x18 |              | 1'50                    |                                  |
| Florita             | 1949 | Varis       | Varis             | 490       | Revista   | 26x18 | Setmanal     |                         | Continuada per Hispano Americana |
| Topolino            | 1950 | Varis       | Varis             | 12        | Revista   | 17x13 | Setmanal     |                         |                                  |
| Alcotán             | 1952 | Varis       | Varis             | 12        | Revista   | 26x18 |              |                         |                                  |
| Aventurero          | 1953 | Varis       | Varis             | 38        | Revista   | 17x24 |              | 3                       |                                  |
| África              | 1953 | Varis       | Varis             | 2         |           | 26x18 |              |                         |                                  |
| Lupita              | 1953 | Varis       | Varis             | 48        | Revista   | 24x17 | Setmanal     | 1'50                    |                                  |
| Yumbo               | 1953 | Varis       | Varis             | 339       | Revista   | 26x18 | Setmanal     | 2                       | Continuada per Hispano Americana |
| Al Dany             | 1954 | Víctor Mora | Francisco Hidalgo | 16        | Quadernet | 18x26 | Setmanal     | 1'60                    |                                  |
| Futuro              | 1957 | Varis       | Varis             | 20        | Revista   | 26x18 | Setmanal     | 3                       |                                  |
| Pinocho             | 1957 |             |                   |           |           |       |              |                         |                                  |
| El Conejito atómico | 1958 | Ayné        | Ayné              | 5?        | Quadernet | 18x26 | Setmanal     |                         |                                  |